# Меликян, Арик Артаваздович
Арик Артаваздович Меликян (5 октября 1944, Ереван — 6 апреля 2009) — советский и российский учёный, доктор физико-математических наук, профессор МФТИ, член-корреспондент РАН, иностранный член НАН РА.

## Биография

Могила Меликяна на Троекуровском кладбище Москвы.

Окончил ФАЛТ МФТИ в 1969 году. После защиты кандидатской в 1972 году поступил на работу в ИПМех. С 1974 года, одновременно с работой в институте, преподавал на базовой кафедре ФАКИ МФТИ «Механика и процессы управления». В 1986 году защитил докторскую диссертацию. В 1998 ему была присуждена Государственная премия в области науки и техники. Избран членом-корреспондентом РАН в 2003 году.
Автор более 140 работ. Основные направления исследований: теория дифференциальных игр, оптимальное управление, управление динамическими системами, метод характеристик, теория уравнения Гамильтона-Якоби.